# Thundorf in Unterfranken
Thundorf in Unterfranken este o comună aflată în districtul Bad Kissingen, landul Bavaria, Germania.